# Garanti Koza Sofia Open 2017
Garanti Koza Sofia Open 2017 — тенісний турнір, що проходив на кортах з твердим покриттям у місті Софія, Болгарія з 6 лютого. Належав до категорії ATP World Tour 250.

## Фінальна частина

### Одиночний розряд
Григор Димитров —  Давід Ґоффен 7–5, 6–4

### Парний розряд
Віктор Троїцький /  Ненад Зімоньїч —  Михайло Єлгін /  Андрій Кузнєцов 6–4, 6–4